# Троллинг
Тро́ллинг — форма социальной провокации или издевательства в сетевом общении, использующаяся как персонифицированными участниками, заинтересованными в большей узнаваемости, публичности, эпатаже, так и анонимными пользователями без возможности их идентификации.
Прямую аналогию из обычной жизни для явления троллинга подобрать нелегко. Ближайшие понятия — это издевательство, искушение, психологическая манипуляция и подстрекательство — то есть сознательный обман, клевета, возбуждение ссор и раздоров, призыв к неблаговидным действиям.

## Происхождение термина
Термин «троллинг» происходит из сленга участников виртуальных сообществ и не имеет прямого отношения к сфере научного дискурса. В дословном переводе англ. trolling означает «ловлю рыбы на блесну». В наиболее общем виде это явление характеризуется как процесс размещения на виртуальных коммуникативных ресурсах провокационных сообщений с целью нагнетания конфликтной обстановки путём нарушения правил этического кодекса интернет-взаимодействия. В качестве цели таких действий могут выступать войны правок (постмодерация сообщений, тем, новостей), флейм (от англ. flame — «пламя; огонь») либо бесцельная конфронтация — «холивары» (от англ. holy war — «священная война»).
В отношении пользователя, осуществляющего троллинг, утвердилось обозначение «тролль». По предположению сотрудника института социологии РАН Ирины Ксенофонтовой, это слово приобрело популярность из-за другого его значения — «троллей» как существ, упоминаемых в скандинавской мифологии. Мифологические существа тролли, особенно в детских рассказах, изображаются в качестве уродливых, неприятных существ, созданных для причинения вреда и сотворения зла.
Оксфордский словарь английского языка впервые упоминает троллинг в связи с интернетом в 1992 году, называя две версии происхождения: мифологическую и рыболовную.

## Возникновение и начало изучения
С начала XXI века интернет-троллями начали создаваться собственные сетевые сообщества и организации для обмена опытом по наиболее эффективному разжиганию конфликтов. Первое упоминание троллинга в академической литературе произошло в 1996 году и принадлежит Джудит Донат, которая в своих исследованиях использовала описание нескольких курьёзных примеров из конференций в сети Usenet. Донат подчеркнула двусмысленность этой идентификации в свободном «виртуальном обществе».
Донат описала троллинг как умышленно вредоносную ложь, отмечая, что тролли способствуют быстрому снижению доверия и терпимости к чужакам, а также способствуют развитию паранойи в онлайн-сообществе.

## Описание

### Среда троллинга
Основными местами осуществления троллинга могут выступать различные тематические форумы, конференции, социальные сети, порталы, чаты и новостные сайты. Особенности конструкции подобных виртуальных пространств, как правило, обеспечивают возможность создания индивидами виртуального альтер эго, формируемого исключительно по собственному усмотрению такого создателя. Почти в любом виртуальном сообществе, которое создано для коммуникации пользователей, существуют специальные поля для формирования своих данных, где участники вписывают свои основные характеристики и дополнительные данные о сфере интересов и увлечений. Отсутствие разоблачающих либо контролирующих этот процесс физических и визуальных контактов в данном случае практически беспрепятственно позволяет любому участнику виртуальных пространств сгенерировать любой желаемый образ своего виртуального Я, что является объективной возможностью для организации троллинга.

### Характер воздействия троллинга на виртуальные пространства
Тролль пытается представить себя типичным пользователем, который разделяет общие интересы и проблемы группы либо сообщества. В это время, если другие участники конференции осведомлены о троллинге и подобных ему фальсификациях личности, они пытаются и выявить тролль-публикации среди настоящих постов, и, при установлении таковых, заставить злоумышленника покинуть пределы группы или перестать троллить. Успех такого поиска зависит от умения распознавать намёки, определяющие цели автора постов. Успех определения таких намёков зависит от того, насколько удовольствие тролля от осуществления данного занятия погашено под влиянием группы и пожертвовано самим троллем в пользу усилий на сохранение права дальнейшего участия и/или троллинга. Тролли могут нанести существенный вред коммуникации во многих направлениях: испортить обсуждение, распространить вредный совет либо деструктивную идею, разрушить чувство взаимного доверия в сообществе. В группах, приобретших чувствительность к троллингу при общем высоком уровне фальсификаций в их пространстве, — множество вопросов, не содержащих реального троллинга и являющихся не более чем наивными по содержанию, может быть незамедлительно отвергнуто как троллинг.

### Особенности
Троллинг как форма социальной агрессии обладает характерными особенностями. Одна из них заключается в возможности существования троллинга исключительно в виртуальных сообществах. Второй особенностью является наличие у троллинга специфических механизмов быстрого высвобождения лавинообразной агрессии, которая мгновенно распространяется на большинство участников виртуального сообщества. Третьей особенностью троллинга является невозможность потенциальной жертвы конфликта вступить в физический или визуальный контакт с инициатором самой конфликтной ситуации (троллем).
В последнее время троллинг всё шире используется как PR-технология в коммерческой и политической сфере. Эксперты утверждают, что использование этой технологии даёт пиарщикам такие преимущества, как создание ложных эффектов массовости и общественного мнения, возможность повысить доверие к источнику информации, а также увеличение охвата аудитории получателей информации. При этом троллинг относится к числу «грязных» технологий.

## Роль в международных отношениях
Учёные А. С. Деев, С. И. Черноморченко и Н. В. Красовская в 2017—2019 годах провели исследование влияния троллинга на процесс управления социальными процессами современного общества и пришли к выводу, что к этому времени «троллинг эволюционировал от мелкого психологического насилия до одного из ключевых инструментов информационной войны в международных отношениях».
Авторы считают, что господство двойных стандартов и симулякров в мейнстримных СМИ делает троллинг эффективным инструментом пиар-технологий и пропаганды, а также формирует экономический и политический запросы на троллинг-услуги. Доктор политических наук Надежда Радина в 2018 году писала, что троллинг в политической коммуникации маркируется как инструмент информационной войны и представлен одной из успешных технологий цифровой коммуникации «российских спецслужб».

## Научные оценки
В целом в литературе троллинг, которому посвящено в настоящее время большое количество публикаций, рассматривается как негативное явление, которое препятствует установлению и воспроизводству этических норм сетевого взаимодействия и конструктивной работе групп.
По мнению первой исследовательницы троллинга Джудит Донат, троллинг — это «игра в подделку личности, но без согласия большинства игроков, не сознающих участия в этой игре».
По мнению Р. Внебрачных, наиболее успешные тролли способны создать напряжение в целом ряде сообществ, осуществляя сталкивание их между собой и используя проекции публичности в СМИ для привлечения внимания широкой общественности. «Судя по последним сценариям „компьютерных“ или „фэйсбуковских“ революций, — делает вывод Внебрачных, — троллинг может превратиться в востребованную специализацию представителей целого ряда профессий, например, таких, как журналистика, мировая политика, международная экономика и ряда других».
По мнению Ирины Ксенофонтовой, феномен троллинга связан с анонимностью и абсолютно невозможен в условиях, отличных от анонимности при осуществлении сетевой коммуникации.
Доктор филологических наук, профессор и заведующий кафедрой русского языка для гуманитарных и естественных факультетов филологического факультета СПбГУ В. В. Химик считает, что троллинг — это «хамство в Интернете», а «соответственно тролль — хам в Интернете».